# Wachta bojowa
Wachta bojowa – stan gotowości bojowej okrętu zarządzany przez dowódcę okrętu. Podczas wachty bojowej na stanowiskach bojowych pozostaje jedna trzecia obsady; pozostała część załogi odpoczywa, uczestniczy w szkoleniu lub pracach ogólnookrętowych. W wyniku zarządzenia wachty bojowej okręt znajduje się w gotowości do walki przy użyciu dyżurnych środków bojowych.